# آرمن وارطانیان
آرمن واغارشاکی وارطانیان (ارمنی: Արմեն Վաղարշակի Վարդանյան؛ زاده ۲۰ آوریل ۱۹۲۳ - درگذشته ۲۴ سپتامبر ۱۹۸۵) نقاش اهل ارمنستان بود.

## زندگی‌نامه
وی در ۲۰ آوریل ۱۹۲۳ در ایروان به دنیا آمد و از انستیتو دولتی هنری و نمایشی ایروان (۱۹۷۵) فارغ‌التحصیل گشت. وی در موزه آرا سارگسیان و هاکوب کوجویان (۱۹۷۲–۱۹۷۴) و نگارخانه ملی ارمنستان (۱۹۶۵–۱۹۶۸) فعالیت می‌کرد. وی همچنین برنده جوایزی همچون نقاش شایسته ارمنستان شوروی (۱۹۶۷) شد. وی در ۲۴ سپتامبر ۱۹۸۵ در سن ۶۲ سالگی در ایروان درگذشت.